# Elia Abu Madi
Elia Abu Madi, in arabo إيليا ضاهر أبو ماضي‎?, Īlīyā Ḍāhir Abū Māḍī, noto anche come Elia Daher Madey (al-Muhayditha, 15 maggio 1890 – New York, 23 novembre 1957), è stato un poeta libanese, emigrato negli Stati Uniti, dove andò ad infoltire le file del cosiddetto Mahjar degli arabi americani.

## Biografia
Elia Abu Madi nacque nel villaggio di al-Muhayditha, nella regione del Monte Libano, oggi parte di Bikfaya, e all'età di 11 anni emigrò ad Alessandria d'Egitto, dove lavorò con lo zio, un piccolo uomo d'affari.
Nel 1911, Elia Abu Madi pubblicò la sua prima raccolta di poesie, Tidhkār al-Māḍī. Quello stesso anno lasciò l'Egitto alla volta degli Stati Uniti, andando a risiedere a  Cincinnati. Nel 1916 si trasferì a New York e intraprese la carriera di giornalista. A New York Abu Madi incontrò e lavorò con un buon numero di poeti arabo-americani, incluso Khalil Gibran, e fu membro della Associazione della Penna. Sposò la figlia di Najīb Dīyāb, direttore della rivista in lingua araba Mirāt al-Gharb ("Lo specchio dell'Occidente"), e divenne redattore capo di questa pubblicazione nel 1918. La sua seconda raccolta poetica, Dīwān Īlīyā Abū Māḍī ("Il canzoniere di Īlīyā Abū Māḍī"), fu pubblicato a New York nel 1919; la sua terza, e più importante, raccolta, al-Jadawil ("I ruscelli"), apparve nel 1927. 

Altri suoi libri furono: al-Khamāʾil ("Le boscaglie", 1940) e Tibr wa Turāb ("Polvere d'oro e terra", postumo, 1960).
Nel 1929 Abu Madi fondò un suo giornale, al-Samīr ("Il compagno di veglia"), a Brooklyn. Questo debuttò come mensile, ma dopo qualche anno iniziò a uscire cinque volte a settimana.
Morì d'infarto nel 1957.

### Studi critici su Abu Madi
- Cornelis Nijland, "Religious Motifs and Themes in North American Mahjar Poetry", pp. 161–81, in: Gert Borg (ed. e introd.) ed  Ed De Moor (ed.), Representations of the Divine in Arabic Poetry, Amsterdam, Netherlands, Rodopi, 2001. 239 pp.
- Issa J. Boullata, "Iliya Abu Madi and the Riddle of Life in His Poetry", in Journal of Arabic Literature, 17 (1986), pp. 69–81.
- Michele Vallaro, ʿAdi ibn Zayd, Borges, Abu Māḍī: come la letteratura può venire in aiuto del buon senso[collegamento interrotto], Kervan, Gennaio 2010, n. 7-11, pp. 65–74.
- Francesco Medici - Kegham Jamil Boloyan, Cosa ti regalo per la festa? Nāẓim al-Ġazālī canta Iliyā Abū Māḍī, Centro Studi e Ricerche di Orientalistica, 3 giugno 2013.